# فرودگاه کلینزی
فرودگاه کلینزی (به انگلیسی: Kleinzee Airport) یک فرودگاه همگانی با کد یاتا KLZ است که یک باند فرود شن و Tar دارد و طول باند آن ۱۵۰۰ متر است. این فرودگاه در شهر کلینزی کشور آفریقای جنوبی قرار دارد و در ارتفاع ۸۲ متری از سطح دریا واقع شده است.